# جغد اخگری
جغد اخگری (نام علمی: Otus flammeolus) نام یک گونه از سرده مرغ حق است. نام لاتین و انگلیسی این گونه به الگوی خال‌ها و لکه‌های روشن در بدن این جغد اشاره دارد.